# Wadjet
Wadjet, auch Wadjit, Uto, Edjo oder Buto, war eine altägyptische Schlangengöttin des Deltagebietes, deren Hauptkultstätte Buto war.

## Bedeutung
Sie gilt als Landesgöttin von Unterägypten und ist zusammen mit Nechbet, der Landesgöttin von Oberägypten, die Schutzgöttin des Königs (Pharao).
Im Nebtinamen (Herrinnen-Name) der ägyptischen Könige symbolisieren beide Schutzgöttinnen die vereinten Länder. Wadjet soll eine „himmlische Schlange“ sein, die „die Nahrung des ewigen Lebens“ spendet.
Die Transkription des Wortes Papyrus ist identisch mit der von Wadjet, was die Verbindung zu Unterägypten stärken soll. Laut einem Pyramidentext ging die Papyruspflanze aus dieser Göttin hervor, wodurch der Papyrus mit dem nördlichen Teil von Ägypten in Verbindung gebracht wird. Ihr Name bedeutet auch die „Grüne“, weswegen Wadjet auch als „Bringerin der grünen Vegetation“ galt.

## Darstellung
Wadjet wird meist als aufgerichtete Kobra oder als Frauengestalt mit der Roten Krone Unterägyptens abgebildet. In Hibis finden sich unterschiedliche Abbildungen der Göttin, die hier als Schlange mit einem Löwenkopf und als stehende Frau mit Geierhaube dargestellt ist.
Wadjet wurde außerdem mit der Uräusschlange gleichgesetzt, dem ägyptischen Herrschaftssymbol an der Stirn des Pharao, die ihn vor seinen Feinden schützen sollte. Damit wurde sie auch zum Auge des Re.
In der Spätzeit erschienen auch Darstellungen als thronende Frau mit Löwenkopf, die teilweise mit ihrem Symbol, der Stirnschlange geschmückt war. Durch die solare Verbindung kann Wadjet in der Darstellung zudem noch mit Löwenkopf und aufgesetzter Sonnenscheibe erscheinen. In Dendera findet sich eine Abbildung von Wadjet und Nechbet, die Nechbet auf einer Papyruspflanze sitzend zeigt.

Wadjet und Nechbet im Römischen Mammisi in Dendera
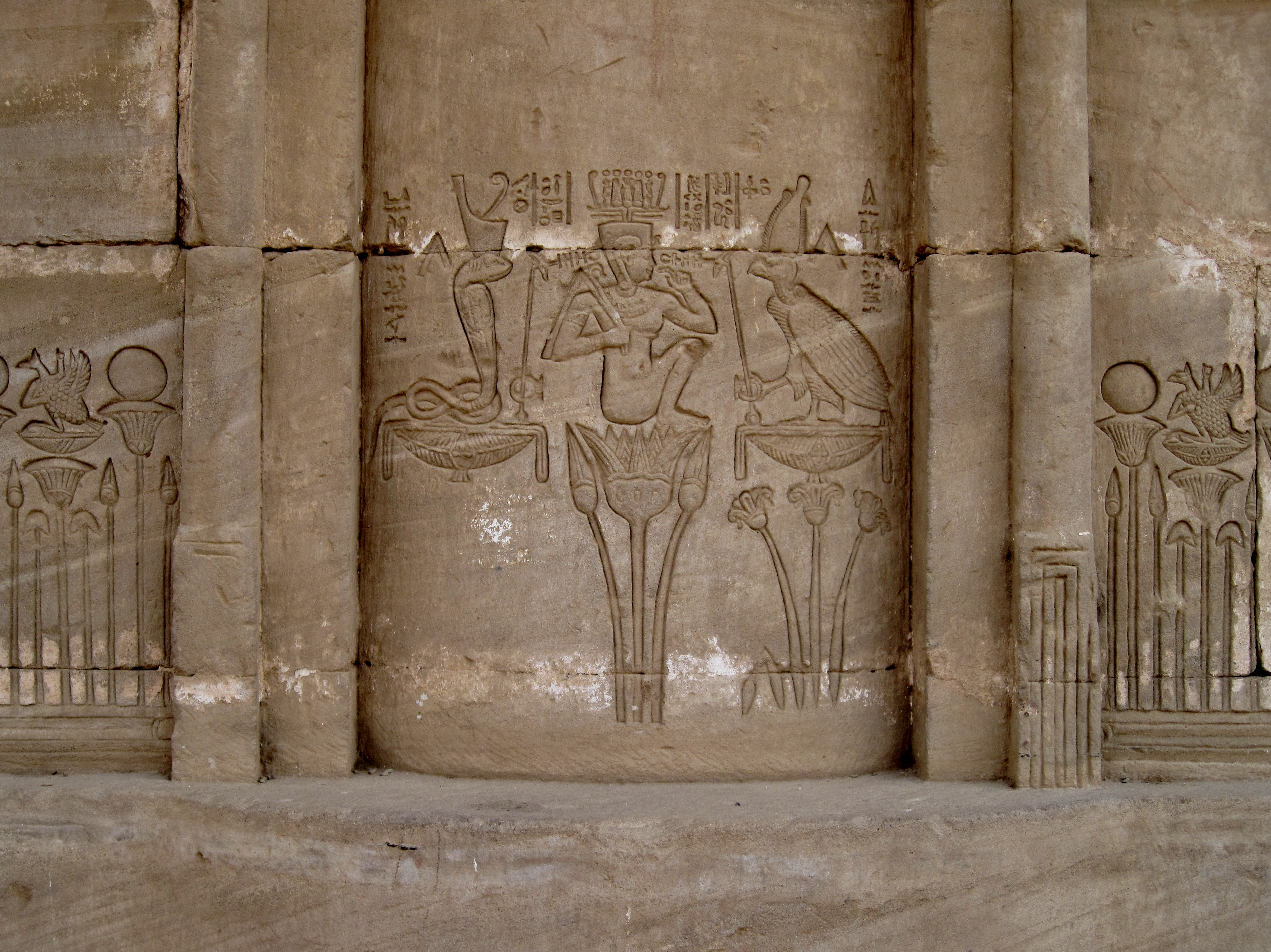
Wadjet, Nefertem und Nechbet, flankiert vom Rechit-Vogel
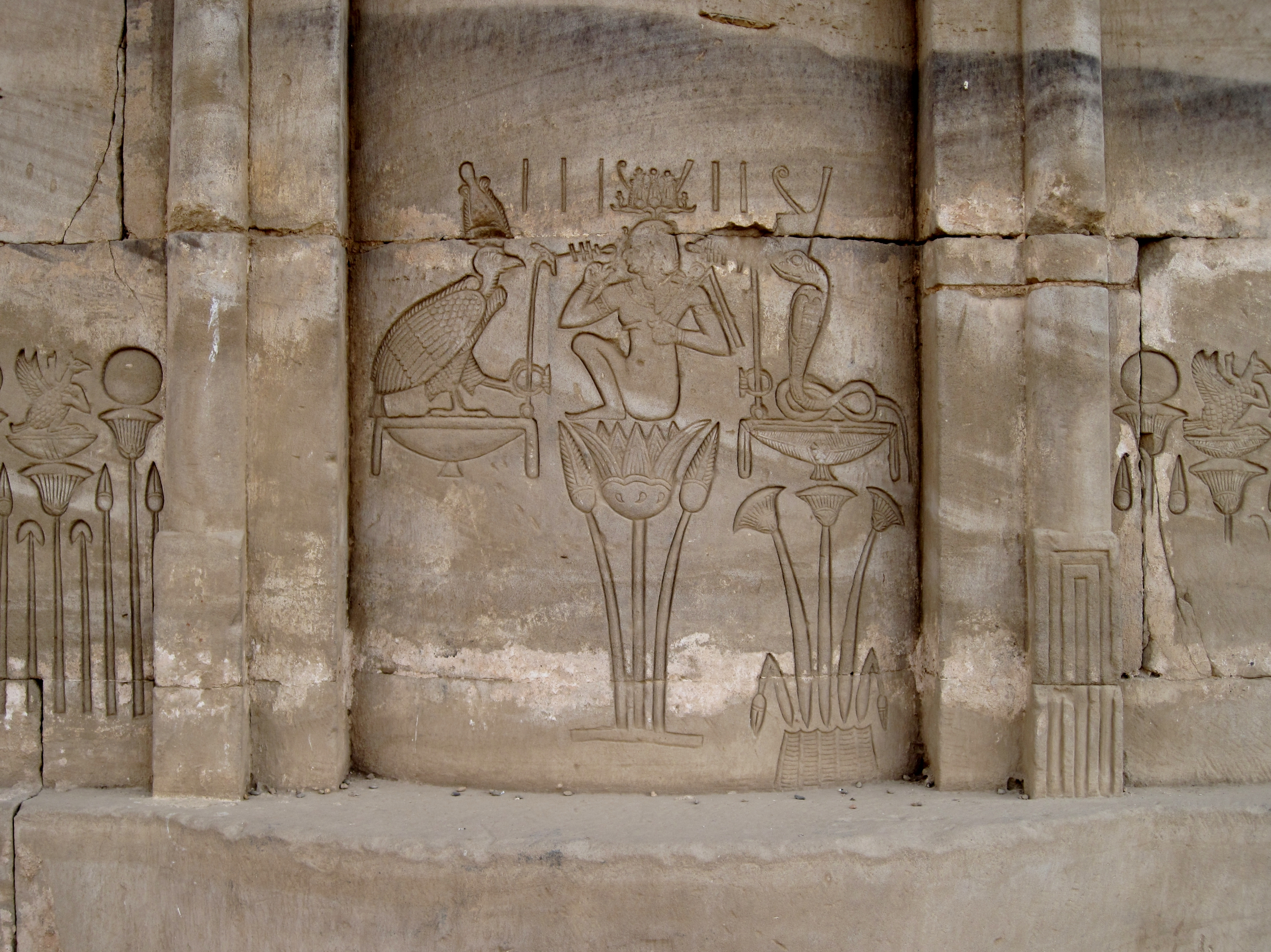
Nefertem inmitten der Kronengöttinnen auf einer Lotosblüte, Nechbet anblickend
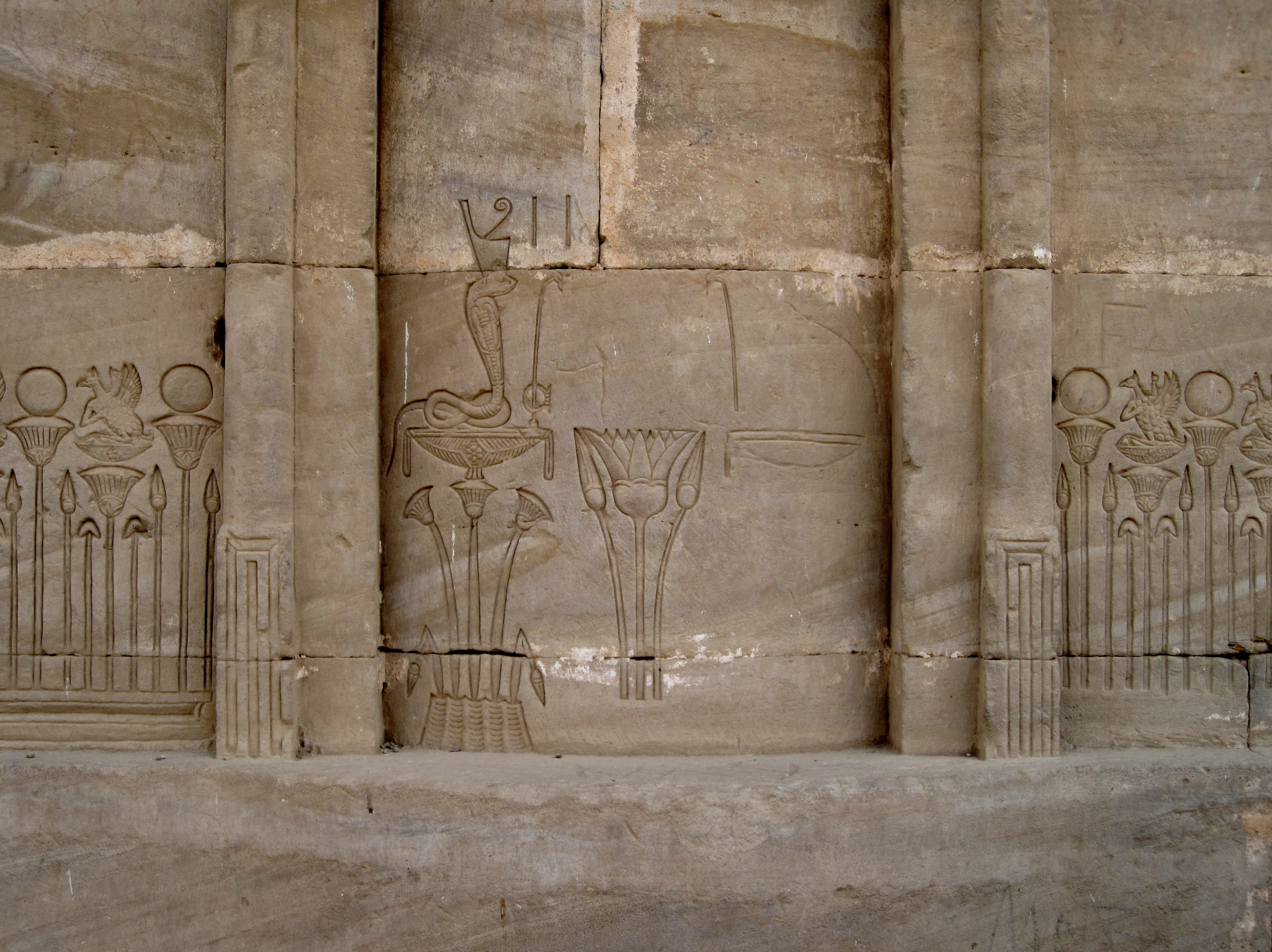
Wadjet auf einem unvollendeten Relief, flankiert vom Rechit-Vogel

## In der griechischen Mythologie
Hier erfolgte eine Gleichsetzung von Wadjet mit der Göttin Leto.